# Erkerhaus (Hoffenheim)

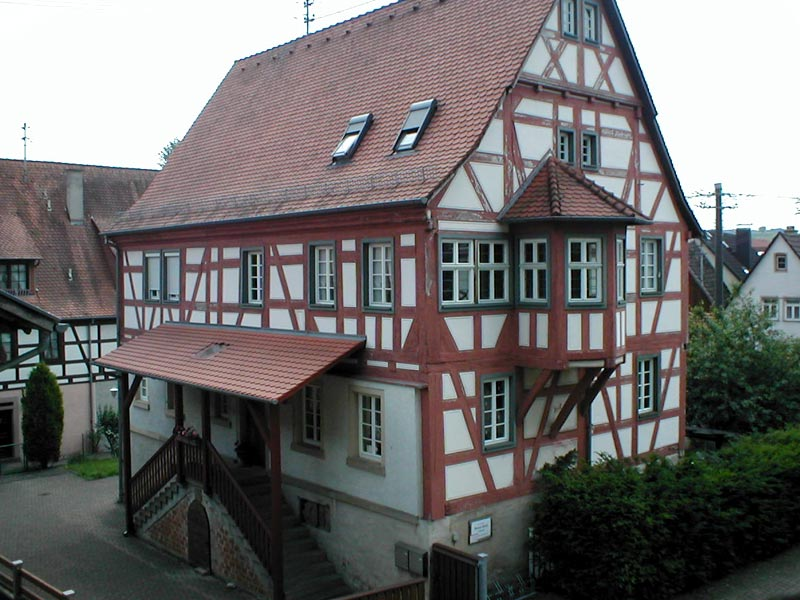
Erkerhaus in Hoffenheim

Das Erkerhaus ist ein Fachwerkhaus in Hoffenheim, einem Stadtteil von Sinsheim im Rhein-Neckar-Kreis im nördlichen Baden-Württemberg, das im 17. Jahrhundert erbaut wurde. Das Haus befindet sich unterhalb der evangelischen Kirche und ist ein geschütztes Kulturdenkmal.

## Beschreibung
Das 1988/89 sanierte Fachwerkhaus besitzt ein einfaches Außenwandgefüge mit wandhohen Streben und geraden Andreaskreuzen. Die Fenster des Erdgeschosses und des ersten Stockes wurden vergrößert. Nur der obere der beiden Dachstocke kragt vor. Sehr selten ist im Kraichgau ein Fachwerkerker zu finden. Er ist außermittag an der Giebelseite vorgesetzt und vierseitig ausgeführt. Ein steiles Dach deckt ihn und lange Stützstreben halten ihn von unten.
An der Traufseite führt eine steinerne doppelseitige Treppe, die wohl erst später überdacht wurde, zum Wohnbereich. Zwischen den beiden Treppenaufgängen ist der rundbogige Eingang zum Keller.